# Casarsa
Casarsa ali Cazarsa je ena od gojitvenih oblik vinske trte. Je visoka kordonska gojitvena oblika. Višina debla je 150-180 cm. Priporočena sadilna razdalja med posameznimi trtami je 130-150cm. Ta gojitvena oblika je manj primerna za šibko rastoče sorte in revna tla. Obrezovanje je težje zaradi višine gojitvene oblike.